# 宮越孝治
宮越 孝治（みやこし こうじ、1979年1月18日 - ）は、富山県富山市出身の競輪選手。日本競輪選手会富山支部所属、ホームバンクは富山競輪場。日本競輪学校（当時。以下、競輪学校）第82期生。師匠は笹倉重治（48期生）。実兄の宮越大も競輪選手。

## 来歴
富山県立富山工業高等学校を経て、競輪学校に入学。在校競走成績は第6位（38勝）。
1999年4月14日、大津びわこ競輪場でデビューし初勝利。翌日、翌々日も勝利し、デビュー場所で完全優勝。同年12月29日に立川競輪場で開催されたルーキーチャンピオンレースを優勝。
2013年8月2日の小松島競輪場で勝利した後連勝を続け、9月7日の大垣競輪場でS級特進を果たした。さらにその直後に出走した、9月18日開幕の小松島でも勝ち続け、9月20日の決勝戦も制して12連勝を達成した。その後、10月2日の高松S級予選を勝って13連勝を果たしたが、翌3日の同場S級準決勝で4着に敗れ、連勝記録は途絶えた。